# Bill Bertka
William Bertka, detto Bill (Akron, 8 agosto 1927), è un allenatore di pallacanestro e dirigente sportivo statunitense, professionista nella NBA.